# William Roy Lyman
William Roy Lyman, detto Link (Table Rock, 30 novembre 1898 – Barstow, 28 dicembre 1972), è stato un giocatore di football americano statunitense che ha giocato nel ruolo di offensive tackle nella National Football League (NFL). Al college ha giocato a football all’Università del Nebraska-Lincoln. È stato inserito nella Pro Football Hall of Fame nel 1964.

## Carriera professionistica
Lyman fu reclutato dalla University of Nebraska da Guy Chamberlin per giocare coi Canton Bulldogs nel 1922. A fianco di Pete Henry e Chamberlin, Lyman contribuì a fare di quella squadra la prima forza dominante del football professionistico quell'anno, terminando con un record di 10 vittorie, 2 pareggi e nessuna sconfitta. Disputarono un'altra stagione da imbattuti nel 1923 ma quando la franchigia di Canton fu venduta dopo la stagione 1923, Lyman e molti altri giocatori si trasferirono a Cleveland, Ohio, firmando per i Cleveland Bulldogs, vincendo con essi un altro campionato nel 1924. Nel 1925, Lyman si divise tra due squadre, la nuova franchigia di Canton e i Frankford Yellowjackets.
Lyman si unì ai Chicago Bears nella stagione 1926, insieme all'altra leggenda Red Grange. Rimase coi Bears fino al termine della carriera, vincendo il campionato NFL nel 1933 e il titolo di division nel 1934, dopo il quale si ritirò.
In sedici anni di carriera, inclusa la scuola superiore e il college, Lyman disputò una sola stagione in cui le sue squadre ebbero un record negativo. Dopo il suo ritiro, il mitico allenatore George Halas affermò che Lyman era stato più forte e cattivo nelle ultime due stagioni giocate che nelle precedenti otto con la franchigia dei Bears.

## Palmarès
4
Canton Bulldogs: 1922, 1923
Cleveland Bulldogs: 1924
Chicago Bears: 1933
- Pro Football Hall of Fame (classe del 1964)